# Hälsinglands runinskrifter 6
Runinskrift Hs 6 är en runsten som står på hörnet av en prästgård på Kyrkön i Järvsö socken i Ljusdals kommun.

## Stenen
Stenen är 2,6 m hög och står antagligen på sin ursprungliga plats. Redan under 1600-talet undersöktes den av den svenska fornforskaren Johannes Bureus som också ritade av den. Det är den enda vikingatida runinskriften i Sverige där man med säkerhet har kunnat uttyda namnet Unnulv. Ortnamnet i slutet av runinskriften antas åsyfta Sörviksta i Forsa, cirka fyra mil öster om Järvsö.

## Inskriften
Translitterering av runraden:
: unulfr : auk fiuluar : ristu stin þinsa : iftiʀ : tiuʀo : faþur sin : hriþulfs| |sun : auk at : haurlau : muþur sina : fiuluars tutur : o uitkuþ:staþum :
Normalisering till runsvenska:
Unnulfʀ ok Fiolvarr ræistu stæin þennsa æftiʀ Diuʀa, faður sinn, Hræiðulfs sun, ok at Haurlaug(?), moður sina, Fiolvars dottur a Vitguðsstaðum.
Översättning till nusvenska:
Unnulv och Fjolvar reste denna sten efter Djure, sin fader, Redulvs son, och efter Haurlau, sin moder, Fjolvars dotter på Viksta.